# Myotis septentrionalis
Myotis septentrionalis (Trouessart, 1897) è un pipistrello della famiglia dei Vespertilionidi diffuso nell'America settentrionale.

## Descrizione

### Dimensioni
Pipistrello di piccole dimensioni, con la lunghezza totale tra 79,2 e 87,8 mm, la lunghezza dell'avambraccio tra 34,6 e 38,8 mm, la lunghezza della coda tra 36,4 e 43 mm, la lunghezza del piede tra 7,2 e 9,4 mm, la lunghezza delle orecchie tra 17 e 19 mm, l'apertura alare fino a 25,8 cm e un peso fino a 10 g.

### Aspetto
Le parti dorsali sono marroni scure, mentre le parti ventrali sono giallastre. Le orecchie sono marroni e lunghe. Il trago è lungo più della metà del padiglione auricolare, stretto, curvato e appuntito. Le membrane alari sono marroni chiare e attaccate posteriormente alla base delle dita dei piedi, i quali sono piccoli. La coda è lunga ed inclusa completamente nell'ampio uropatagio. Le femmine sono generalmente più grandi dei maschi. Il cariotipo è 2n=44 FNa=50.

## Biologia

### Comportamento
Si rifugia nelle cavità degli alberi, sotto le loro cortecce e in edifici solitariamente o in piccoli gruppi. Durante i periodi più freddi tra ottobre e novembre entra in ibernazione all'interno di grotte e miniere per riemergere in marzo o aprile.

### Alimentazione
Si nutre di insetti, in particolare di Reduviidae, Cicadellidae, Ichneumonidae, lepidotteri e ditteri.

### Riproduzione
Gli accoppiamenti avvengono in agosto e settembre, mentre le nascite avvengono in giugno e luglio, dopo che le femmine hanno trattenuto lo sperma per tutto l'inverno.

## Distribuzione e habitat
Questa specie è diffusa in Canada dallo Yukon sud-orientale, Territori del Nord-Ovest, Columbia Britannica orientale, Alberta, Saskatchewan centrale, Manitoba meridionale, Ontario, Québec fino a Terranova e Nuova Scozia e negli Stati Uniti d'America dal Dakota del Nord a nord-ovest, Alabama a sud e tutti gli stati orientali fino al Maine.
Vive nelle foreste boreali.

## Conservazione
La IUCN Red List, considerato il vasto areale, la popolazione presumibilmente numerosa e la presenza in diverse aree protette, classifica M.septentrionalis come specie a rischio minimo (Least Concern)).